# Lakhdar Bouyahi
Lakhdar Bouyahi (en arabe : لخضر بوياحي) est un footballeur international algérien né le 21 janvier 1946 à Alger et mort le 24 janvier 2025. Il joue au poste de défenseur dans les années 1960-1970.

## Biographie
L’ancien international et ex-joueur du NA Hussein Dey et du CSSK  (RC Kouba) Lakhdar Bouyahi «Karim»  (1946-2025 ) s’est éteint, hier, à l’âge de 79 ans des suites d’une maladie. 
Le défunt a fait ses débuts de footballeur (école  minimes) à l’OHD. Au lendemain de l’indépendance, il a rejoint le NAHD sur conseil de son frère aîné qui faisait partie du club comme membre dirigeant.
A 16 ans, Lakhdar Bouyahi était régulièrement appelé en séniors. Feu Hamid Bellamine l’a lancé en seniors. Hamoud Fez, l’entraîneur qui a conduit le Nasria à son premier titre de champion d’Algérie (1967), lui a confié des responsabilités au milieu de terrain, alors que le jeune joueur avait juste 21 ans. L’année 1968 a été parmi les plus belles de sa carrière. 
Il a participé à la CAN-1968 en Ethiopie, il avait 22 ans, et dans la foulée,  il a joué une finale de Coupe d’Algérie (NAHD-ESS 2-3), dont il a été l’acteur malheureux à la faveur d’un auto-goal inscrit dans les derniers instants de la partie. En 1970, il a quitté le NAHD pour rejoindre Kouba parrainé par Sonatrach. 
Il n’est pas resté longtemps à Kouba qu’il a quitté pour la compagnie aérienne Air Algérie et un poste à l’étranger. Au cours des dernières années, Lakhdar Bouyahi participait souvent aux cérémonies et rassemblements organisés en l’honneur des anciens joueurs et internationaux. Il a fait partie de la génération dorée qui a repris le flambeau post- indépendance. Il a été inhumé hier au cimetière de Zéralda, ville où il vivait depuis son retour de l’étranger.

### En club
Il évolue en première division algérienne avec le club du NA Hussein Dey.

### En équipe nationale
Il reçoit huit sélections en équipe d'Algérie entre 1967 et 1971, inscrivant un but. Son premier match a eu lieu le 22 mars 1967 contre la Hongrie (défaite 0-1). Son dernier match a eu lieu le 23 mai 1971 contre l'URSS (défaite 7-0).
Il participe à la CAN 1968 et aux Jeux méditerranéens de 1967 avec l'Algérie.

## Palmarès
NA Hussein Dey
- Championnat d'Algérie (1) :
  - Champion : 1966-67.

- Coupe d'Algérie :
  - Finaliste : 1967-68.